# Leucopogon lloydiorum
Leucopogon lloydiorum är en ljungväxtart som beskrevs av Arne Strid. Leucopogon lloydiorum ingår i släktet Leucopogon och familjen ljungväxter. Inga underarter finns listade i Catalogue of Life.